# El Mirador (obra musical)
El Mirador és una composició musical de Josep Vila i Casañas. L'obra musical té tres versions: una per a cor i orquestra simfònica, una per a cor i orquestra de cambra, i una per a cor i piano. S'inspira en diferents cançons tradicionals d'arreu dels territoris de parla catalana; és definida com a «fantasia coral-orquestral basada en melodies populars i tradicionals dels Països Catalans».

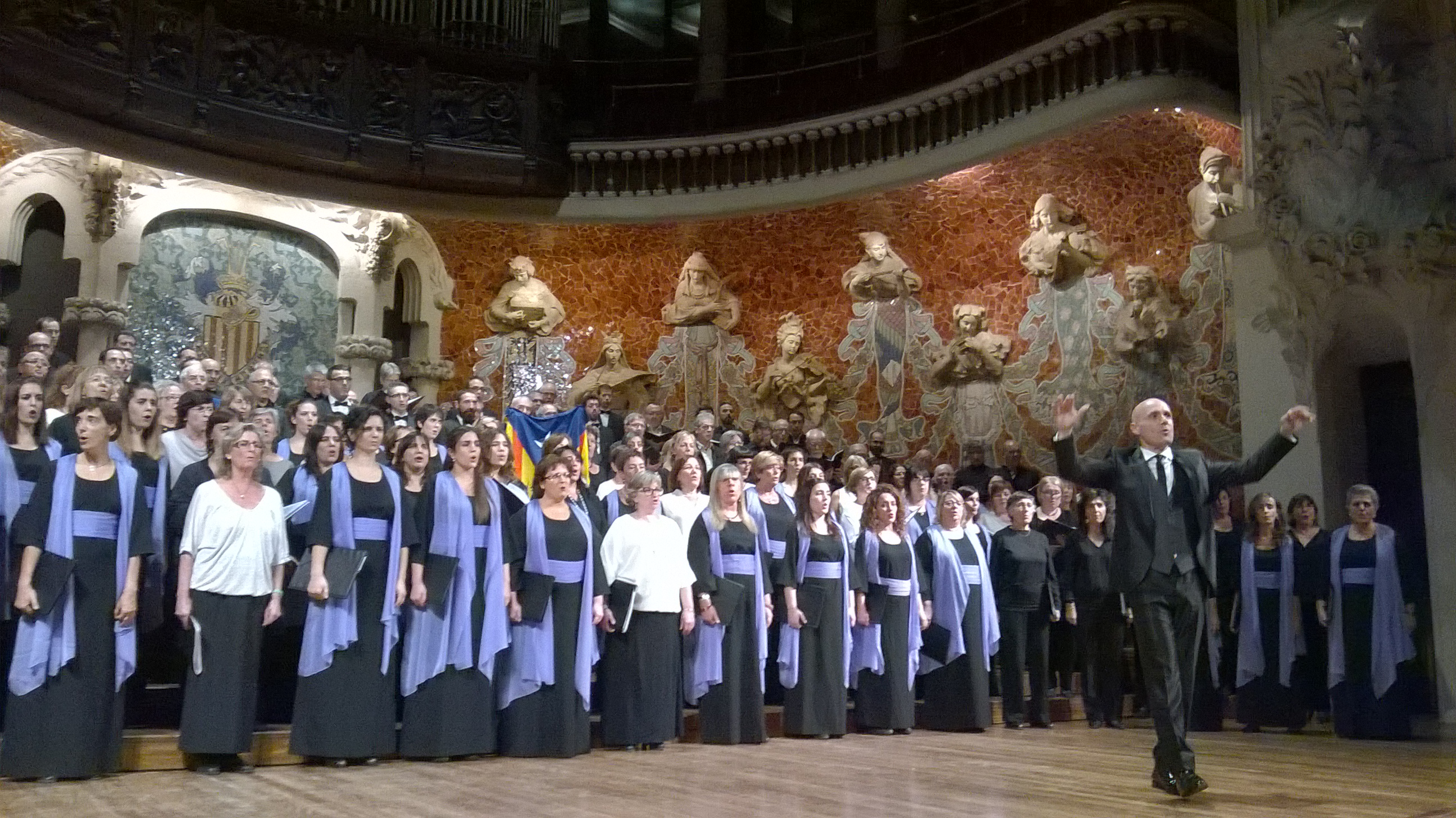
El compositor dEl Mirador, Josep Vila i Casañas, en un concert de l'Orfeó Català al Palau de la Música Catalana.

Va ser estrenada l'any 2003 al Festival Europa Cantat Barcelona, encarregada un any anterior (2002) pel Moviment Coral Català. Fou estrenada per la Coral Càrmina, cantaires individuals de la Federació Catalana d'Entitats Corals i l'Orquestra Simfònica del Vallès; el concert va ser al Barcelona Teatre Musical. A les acaballes del 2016, Vila i Casañas va fer-ne una nova versió, que va sortir publicada el gener del 2017.
Ha esdevingut un referent del cant coral català, essent interpretada pels diferents cors mixtes de l'Orfeó Català i nombrosos cors d'arreu del país, com la Coral Ginesta de Cervera, la Coral Mixta d'Igualada, la Coral Escriny de Santpedor, o diferents cors membres de l'agrupació Cors Joves de Catalunya, com el Cor Geriona, el Cor de la Universitat de Girona, el Cor Jove del Moianès, la Coral Juvenil Xalest d'Igualada, la Coral Sinera de Gràcia, el Cor Jove de l'ARC de Barcelona, el Cor Jove Musicant de Barcelona o el Cor Jove de l'Orfeó Català, com també orquestres com l'Orquestra de la Universitat Rovira i Virgili de Tarragona o la Jove Orquestra Simfònica de l'Anoia.
Per ordre d'aparició, les cançons que hi apareixen són: La dama d'Aragó (cançó popular catalana), La dama de Mallorca (cançó popular mallorquina), L'hereu Riera (cançó popular amb diferents versions a les Illes Balears, País Valencià i Catalunya), La gata i el belitre (cançó popular catalana), Isabel (cançó popular catalana), Muntanyes del Canigó (cançó popular catalana), El Comte de l'Orange (cançó popular catalana), Don Joan i Don Ramon (cançó popular catalana), La mala nova (cançó popular catalana), Els contrabandistes (cançó popular catalana i nord-catalana), El rossinyol (cançó tradicional catalana), La filla del marxant (cançó popular catalana), Sota de l'om (cançó popular catalana), La ploma de perdiu (cançó popular catalana), Un moix dalt una teulada (cançó popular mallorquina), Caterina d'Alió (cançó popular catalana), Muntanyes regalades (cançó popular catalana i nord-catalana), El mariner (cançó popular catalana), La presó de Lleida (cançó tradicional amb diferents versions arreu dels Països Catalans), En Pere Gallerí (cançó popular catalana), Olles, olles (cançó popular catalana), El desembre congelat (nadala), El testament d'Amèlia (romanç tradicional català), Som un país petit (cànon de Josep Vila i Casañas sobre un poema de Joan Margarit i Consarnau), Ton pare no té nas (cançó tradicional balear), Plou i fa sol (cançó popular), Cargol treu banya (cançó popular), Pujarem dalt dels cims (cànon de Santi Riera i Subirachs), El cant dels ocells (cançó popular catalana), El Virolai (música de Josep Rodoreda i Santigós sobre un poema de Jacint Verdaguer i Santaló), Bim, bom (cançó popular catalana) i Cantem al xiquet (nadala valenciana).